# إبراهيم بن سنان
إبراهيم بن سنان، عاش في الفترة(296-335هـ / 908 –946 م).

## التعريف به
هو إبراهيم بن سنان بن ثابت بن قرة بن مروان أبو إسحاق الحراني. أبوه هو العالم سنان بن ثابت بن قرة وجده هو العالم المشهور ثابت بن قرة.
إبراهيم بن سنان هو عالم رياضيات وفلك عاش ببغداد في القرن الرابع الهجري / العاشر الميلادي.

## أعماله
برع إبراهيم بن سنان في الهندسة المستوية، وله معرفة بالطب، كما أنه ذكي عاقل، شهد له معاصروه بأنهم لم يروا أذكى منه، فقد بدأ يؤلف وهو في سن السادسة عشرة من عمره كتاباً في الفلك أسماه:
«آلات الإظلال» وأطال فيه إطالة كرهها بعد ذلك فخففها، وجعل كتابه على ثلاث مقالات، وصححها وهو في سن الخامسة والعشرين من عمره.
وأثناء ذلك كتب كتابه الثاني عن الرخامات المسطحة. ثم ألف بعد ذلك كتاباً نقد فيهِ كلوديوس بطليموس في بعض المسائل الخاصة باستخراج اختلافات زحل والمريخ والمشتري تلك المسائل التي اعتقد إبراهيم بن سنان أن بطليموس قد عالجها بتسرع، وكان يرى أن بطليموس عليه أن يسلك فيه طريقا غير طريق القياس المنطقي الذي اتبعه. وقد أتم إبراهيم بن سنان كتابه وهو في سن الرابعة والعشرين من عمره.
كما كتب إبراهيم بن سنان في الهندسة المستوية ثلاث عشرة مقالة في الدوائر المتماسة بين خلالها أوجه تماس الدوائر والخطوط التي تمر على أي نقطة بهذه الدوائر. وألف مقالة مستقلة بين فيها الوجه في استخراج المسائل الهندسية بالتحليل والتركيب، وذكر ما يعرض للمهندسين ويقع عليهم من الغلط نتيجة للاختصار الذي يسلكونه في التحليل إذا اختصروه على حسب ما جرت عاداتهم.
كما كتب مقالة طريفة في رسم القطاعات الثلاثة وبين فيها كيف يمكن أن توجد كثيرة بأي عدد شئنا على أي قطع أردنا من قطاع في المخروط. والمقالة الأخيرة من هذه المقالات بها إحدى وأربعون مسألة هندسية من صعاب المسائل في الدوائر والخطوط والمماس والدوائر المتماسة وسواها، وسلك فيها طريق التحليل من غير أن يذكر تركيبا إلا في ثلاث مسائل.
ولهُ كتاب بعنوان: كتاب في حركة الشمس، ذكر فيهِ عدداً من النظريات عن الشمس وحركتها، وارتباط حركة القمر والأجرام السماوية بحركتها، وتحدث عن الضوء والهواء، وعن كيفية انعكاس الضوء من الشيء إلى العين، وعن استقامة شعاع النيرين (الشمس والقمر) والكواكب، ويرى أن حركة الشمس من الحركات السماوية الظاهرة ولا سبيل إلى ضبط حركات القمر وسائر الأجرام السماوية إلا بعد معرفة حركة الشمس، ويرى كذلك أن الهواء مشف (شفاف) فالضياء فيهِ غير مدرك، والاستنارة حالة تلحق الجسم العديم الشفاف عند استقبال الجسم النير مع توسط مشف فيما بينهما، وأن استقبال الشعاع يوجب الاستقامة، لهذا فشعاع النيرين الشمس والقمر مستقيم الامتداد.

## مؤلفاته
ولإبراهيم بن سنان مؤلفات أخرى في الرياضيات من أهمها:
- رسالة في الهندسة والنجوم
- رسالة في المعاني المستخرجة من علم الهندسة وعلم النجوم
- أصول الهندسة
- مساحة القطع المكافئ

وله في الفلك:
- مقالة الإسطرلاب
- ورسائل في المخروطات

## وفاته
توفي إبراهيم بن سنان عن ثمان وثلاثين عاماً، والعلة التي توفي بها كانت ورماً في كبده، وبالرغم من قصر عمره فإن كتب تأريخ العلم ذكرت له العديد من الإنجازات.

## وصلات خارجية
- إبراهيم بن سنان على موقع الموسوعة البريطانية (الإنجليزية)